# Segundo
El segundo (símbolo: s) es la unidad de tiempo en el Sistema Internacional de Unidades, el Sistema Cegesimal de Unidades y el Sistema Técnico de Unidades. Supone comúnmente una sesentava parte de un minuto (1⁄60) y es esencial para la medición en múltiples sistemas de unidades. Antes se definía como la fracción 1⁄31.556.925,9747 de la duración que tuvo el año solar medio entre los años 1750 y 1890, pero desde el año 1967 su medición se hace tomando como base el Tiempo Atómico.
El Sistema Internacional de Unidades definiría así el segundo:

Un segundo es la duración de 9 192 631 770 oscilaciones de la radiación emitida en la transición entre los dos niveles hiperfinos del estado fundamental del isótopo 133 del átomo de cesio (133Cs), a una temperatura de  casi 0 K.

Debido a que la rotación de la Tierra varía y también se ralentiza ligeramente, se agrega periódicamente un segundo intercalar a la hora del reloj para mantener los relojes sincronizados con la rotación de la Tierra.
Aunque la definición histórica de la unidad se basó en esta división del ciclo de rotación de la Tierra, la definición formal en el Sistema Internacional de Unidades (SI) es un cronometrador mucho más estable: Como consecuencia de esto se producen desfases entre el segundo como unidad de tiempo astronómico y el segundo medido a partir del tiempo atómico, más estable que la rotación de la Tierra, lo que obliga a ajustes destinados a mantener concordancia entre el tiempo atómico y el tiempo solar medio.

## Origen etimológico
La palabra segundo proviene del latín sequire (seguir); sin embargo, su uso para denominar a la medida de tiempo es similar al origen del término minuto. Este proviene del latín minuta (parte pequeña); es decir, una «minuta de hora» es una parte pequeña de la hora. La hora se dividía en 60 fracciones a las que se denominaba pars minuta prima (primera parte pequeña), a su vez estas se dividían de nuevo en 60 partes llamadas pars minuta secunda (segunda parte pequeña).

## Relojes y tiempo solar
Un reloj mecánico, que no depende de la medición de la posición de rotación relativa de la Tierra, mantiene un tiempo uniforme llamado tiempo medio, dentro de la precisión que le es intrínseca. Esto significa que cada segundo, minuto y cualquier otra división de tiempo contada por el reloj tendrá la misma duración que cualquier otra división de tiempo idéntica. Pero un reloj de sol que mide la posición relativa del sol en el cielo, llamada tiempo aparente, no mantiene un tiempo uniforme. El tiempo guardado por un reloj de sol varía según la época del año, lo que significa que los segundos, los minutos y cualquier otra división del tiempo tienen una duración diferente en distintas épocas del año. La hora del día medida con la hora media frente a la hora aparente puede diferir hasta en 15 minutos, pero un solo día diferirá del siguiente sólo en una pequeña cantidad; 15 minutos es una diferencia acumulada durante una parte del año. El efecto se debe principalmente a la oblicuidad del eje de la Tierra con respecto a su órbita alrededor del Sol.
La diferencia entre la hora solar aparente y la hora media fue reconocida por los astrónomos desde la antigüedad, pero antes de la invención de los relojes mecánicos precisos a mediados del siglo XVII, los relojes de sol eran los únicos relojes fiables, y la hora solar aparente era el único estándar generalmente aceptado.

## Uso correcto del símbolo en textos
En textos en español, es frecuente encontrar abreviaturas no oficiales para el segundo, tales como seg. o sg. Nótese que no se deben utilizar abreviaturas para las unidades de tiempo: el símbolo correcto según el Sistema Internacional de Unidades es «s». Igualmente, debe dejarse un espacio entre el número y el símbolo y no debe añadirse un punto tras el símbolo (excepto al final de una oración).
- Ejemplos de uso incorrecto: 13 seg, 13 seg., 13 sg, 13″ (en el SI, el símbolo ″ se refiere a segundos de arco).
- El uso correcto para estos casos es «13 s».

Para más detalles, pueden consultarse las normas ortográficas relativas a las unidades del Sistema Internacional.

## Eventos y unidades de tiempo en segundos
Las fracciones de segundo suelen indicarse en notación decimal, por ejemplo 2,01 segundos, o dos centésimas de segundo. Los múltiplos de segundo suelen expresarse como minutos y segundos, u horas, minutos y segundos de reloj, separados por dos puntos, como por ejemplo 11:23:24, o 45:23 (esta última notación puede dar lugar a ambigüedades, ya que se utiliza la misma notación para denotar horas y minutos). Rara vez tiene sentido expresar períodos de tiempo más largos, como horas o días, en segundos, porque son números incómodamente grandes. Para la unidad métrica del segundo, hay prefijo decimal que representa 10−24 a 1024 segundos.
Algunas unidades comunes de tiempo en segundos son: un minuto son 60 segundos; una hora son 3600 segundos; un día son 86 400 segundos; una semana son 604 800 segundos; un año (que no sea año bisiesto) son 31 536 000 segundos; y un siglo (gregoriano) tiene un promedio de 3 155 695 200 segundos; en todo lo anterior, excluyendo cualquier posible segundo bisiesto.
Algunos sucesos comunes en segundos son: una piedra cae unos 4,9 metros desde el reposo en un segundo; un péndulo de un metro de longitud tiene una oscilación de un segundo, por lo que los relojes de péndulo tienen péndulos de un metro de longitud; los velocistas humanos más rápidos corren 10 metros en un segundo; una ola oceánica en aguas profundas viaja unos 23 metros en un segundo; el sonido viaja unos 343 metros en un segundo en el aire; la luz tarda 1,3 segundos en llegar a la Tierra desde la superficie de la Luna, una distancia de 384 400 kilómetros.

## Normas de cronometraje
Un conjunto de relojes atómicos en todo el mundo mantiene la hora por consenso: los relojes «votan» sobre la hora correcta, y todos los relojes que votan se dirigen para estar de acuerdo con el consenso, que se llama Tiempo Atómico Internacional (TAI). El TAI «marca» «segundos atómicos».
El tiempo civil se define para que coincida con la rotación de la Tierra. El estándar internacional para el mantenimiento del tiempo es el tiempo universal coordinado (UTC). Esta escala de tiempo «marca» los mismos segundos atómicos que el TAI, pero inserta u omite segundos bisiestos según sea necesario para corregir las variaciones en la tasa de rotación de la Tierra.
Una escala de tiempo en la que los segundos no son exactamente iguales a los segundos atómicos es el UT1, una forma de tiempo universal. El UT1 se define por la rotación de la Tierra con respecto al sol, y no contiene ningún segundo bisiesto. UT1 siempre difiere de UTC en menos de un segundo.

## Otras unidades que incorporan segundos
El segundo forma parte de otras unidades, como la frecuencia medida en hercios (segundos inversos o segundo−1), la velocidad (metros por segundo) y la aceleración (metros por segundo al cuadrado). La unidad del sistema métrico, el bequerelio, una medida de la desintegración radiactiva, se mide en segundos inversos. El metro se define en función de la velocidad de la luz y del segundo; las definiciones de las unidades básicas del sistema métrico, el kilogramo, el amperio, el kelvin y la candela, también dependen del segundo. La única unidad básica cuya definición no depende del segundo es el mol. De las 22 unidades derivadas del SI, sólo dos, el radián y el estereorradián, no dependen del segundo. Muchas unidades derivadas de cosas cotidianas se expresan en términos de unidades de tiempo mayores, no de segundos, como la hora del reloj en horas y minutos, la velocidad de un coche en kilómetros por hora o millas por hora, los kilovatios hora de uso de la electricidad y la velocidad de un plato giratorio en rotaciones por minuto.

## Reloj óptico de celosía
Aunque todavía no forman parte de ninguna norma de cronometraje, ya existen relojes ópticos de celosía con frecuencias en el espectro de la luz visible y son los cronómetros más precisos de todos. Un reloj de estroncio con una frecuencia de 430 terahercios (Thz), en el rango rojo de la luz visible, ostenta ahora el récord de precisión: ganará o perderá menos de un segundo en 15 000 millones de años, que es más tiempo que la edad estimada del universo. Un reloj de este tipo puede medir un cambio en su elevación de tan sólo 2 cm por el cambio en su ritmo debido a la dilatación gravitacional del tiempo.

## Historia de la definición
Solo ha habido tres definiciones del segundo: como una fracción del día, como una fracción de un año extrapolado y como la frecuencia de microondas de un reloj atómico de cesio, y han realizado una división sexagesimal del día desde la astronomía antigua para sus calendarios.

### Antes del advenimiento de los relojes mecánicos
Los habitantes del Antiguo Egipto dividieron la mitad del día y la noche del día cada uno en 12 horas, al menos desde el año 2000 a. C. Debido a las diferentes duraciones de los períodos diurno y nocturno en diferentes épocas del año, la duración de la hora egipcia fue un valor variable. Los astrónomos griegos del período helenístico Hiparco y Ptolomeo dividieron el día basándose en el sistema sexagesimal y también usaron la hora promedio (1/24 días), fracciones simples de una hora (¼, ⅔, etc.) y tiempo- grados (1/360 días, o 4 minutos modernos), pero no minutos o segundos modernos.
En Babilonia, después del 300 a. C. el día se dividió por sesenta, es decir, por 60, el segmento resultante, por 60 más, luego, nuevamente por 60, y así sucesivamente, hasta al menos seis dígitos después del separador de sesenta decimales, que dio una precisión de más de dos microsegundos modernos. Por ejemplo, para la duración de su año, se utilizó un número fraccionario de 6 dígitos de la duración de un día, aunque no pudieron medir físicamente un intervalo tan pequeño. Otro ejemplo es la duración del  mes sinódico determinada por ellos , que ascendió a 29; 31,50,8,20 días (cuatro posiciones fraccionarias sesenta decimales), que fue repetida por Hiparco y Ptolomeo y que ahora es la duración del sinódico medio, mes en el calendario hebreo, aunque calculado como 29 días 12 horas y 793 helek (donde 1080 heleks son 1 hora). Los babilonios no utilizaron la unidad de tiempo «hora», sino que utilizaron una hora doble con una duración de 120 minutos modernos, así como un grado de tiempo con una duración de 4 minutos y una «tercera parte» con una duración de 3 1⁄3 segundos modernos (Helek en el calendario hebreo moderno), pero ya no compartían estas unidades más pequeñas. Ninguna de las partes del día de sesenta dígitos se ha utilizado nunca como una unidad de tiempo independiente.

### Segundos en los días de los relojes mecánicos
El reloj más antiguo conocido accionado por resorte con una segunda aguja que marcaba los segundos es un reloj datado entre los años 1560 y 1570 que se encuentra en la colección Fremersdorf; representa a Orfeo y su autor es desconocido. En el tercer cuarto del siglo XVI, el enciclopedista otomano Taqi ad-Din Muhammad ibn Ma'ruf creó un reloj con marcas cada 1⁄5 de minuto. En 1579, el relojero y fabricante de instrumentos suizo Joost Bürgi diseñó un reloj para Landgrave Guillermo IV , que mostraba segundos. En 1581, el erudito danés Tycho Brahe rediseñó los relojes de su observatorio, que mostraban minutos, para que comenzaran a mostrar segundos. Sin embargo, el mecanismo aún no se ha desarrollado lo suficiente como para medir los segundos con una precisión aceptable. En 1587, Tycho Brahe se mostró molesto porque las lecturas de sus cuatro horas difieren entre sí en ±4 segundos [10] : 104. La medición de segundos con suficiente precisión se hizo posible con la invención de los relojes mecánicos , que permitieron mantener el «tiempo medio» (en contraposición al «tiempo relativo» mostrado por el reloj de sol). En 1644, el matemático francés Marin Mersenne calculó que un péndulo con una longitud de 39,1 pulgadas (0,994 m) tendría un período de oscilación bajo la gravedad estándar de exactamente 2 segundos, 1 segundo para avanzar y 1 segundo para retroceder, lo que permite contar los segundos exactos.
En 1670, el relojero londinense William Clement añadió un segundo péndulo al reloj de péndulo original de Christiaan Huygens [13] . De 1670 a 1680, Clemente mejoró su mecanismo varias veces, después de lo cual presentó al público su gabinete de reloj . Este reloj cuenta con un mecanismo de escape [en] con un segundo péndulo que muestra los segundos en una pequeña subesfera. Este mecanismo, debido a la menor fricción, requería menos energía que el diseño de gatillo de pasador utilizado anteriormente [en] , y era lo suficientemente preciso como para medir segundos como 1/60 minutos. Durante varios años, la producción de estos relojes fue dominada por los relojeros ingleses y luego se extendió a otros países. Así, a partir de ese momento, fue posible medir los segundos con la precisión adecuada.

### Divisiones sexagesimales de la hora y el día del calendario
Las civilizaciones del periodo clásico y anteriores crearon divisiones del calendario, así como arcos, utilizando un sistema sexagesimal de conteo, por lo que en aquella época el segundo era una subdivisión sexagesimal del día (segundo antiguo = día60×60), no de la hora como el segundo moderno (= hora60×60). Los relojes de sol y de agua fueron los primeros dispositivos de medición del tiempo, y las unidades de tiempo se medían en grados de arco. También se utilizaban unidades de tiempo conceptuales más pequeñas que las realizables en los relojes de sol.
En los escritos de los filósofos naturales de la Edad Media hay referencias al «segundo» como parte de un mes lunar, que eran subdivisiones matemáticas que no se podían medir mecánicamente.

### Fracción de día solar
Los primeros relojes mecánicos que aparecieron a partir del siglo XIV tenían indicadores que dividían la hora en mitades, tercios, cuartos y a veces incluso en 12 partes, pero nunca en 60. De hecho, la hora no se dividía comúnmente en 60 minutos, ya que su duración no era uniforme. No fue práctico para los cronometradores tener en cuenta los minutos hasta que aparecieron los primeros relojes mecánicos que mostraban los minutos a finales del siglo XVI. Los relojes mecánicos guardaban la hora media, en contraposición a la hora aparente que mostraban los relojes de sol.
Para entonces, las divisiones sexagesimales del tiempo estaban bien establecidas en Europa.
Los primeros relojes que indicaban los segundos aparecieron en la última mitad del siglo XVI. El segundo se pudo medir con precisión con el desarrollo de los relojes mecánicos. El primer reloj de muelle con segundero que marcaba los segundos es un reloj sin firma que representa a Orfeo en la colección Fremersdorf, fechado entre 1560 y 1570.: 417–418  Durante el tercer cuarto del siglo XVI, Taqi al-Din construyó un reloj con marcas cada 1⁄5 de minuto. En 1579, Jost Bürgi construyó un reloj para William de Hesse que marcaba los segundos.: 105  En 1581, Tycho Brahe rediseñó los relojes que sólo mostraban los minutos en su observatorio para que también mostraran los segundos, aunque éstos no fueran precisos. En 1587, Tycho se quejó de que sus cuatro relojes discrepaban en más o menos cuatro segundos.
En 1656, el científico neerlandés Christiaan Huygens inventó el primer reloj de péndulo. Tenía una longitud de péndulo de algo menos de un metro, lo que le daba una oscilación de un segundo, y un escape que marcaba cada segundo. Fue el primer reloj que podía dar la hora con precisión en segundos. En la década de 1730, 80 años más tarde, los cronómetros marítimos de John Harrison podían dar la hora con una precisión de un segundo en 100 días.
En 1832, Gauss propuso utilizar el segundo como unidad básica de tiempo en su sistema de unidades de milímetros-miligramos-segundos. La Asociación Británica para el Avance de la Ciencia (BAAS) en 1862 declaró que «Todos los hombres de ciencia están de acuerdo en utilizar el segundo de tiempo solar medio como unidad de tiempo». BAAS propuso formalmente el CGS en 1874, aunque este sistema fue sustituido gradualmente durante los siguientes 70 años por las unidades del MKS. Tanto el sistema CGS como el MKS utilizaban el mismo segundo como unidad de tiempo base. El MKS fue adoptado internacionalmente durante la década de 1940, definiendo el segundo como 1⁄86,400 de un día solar medio.

### Fracción de un año de efemérides
En algún momento a finales de la década de 1940, los relojes con osciladores de cristal de cuarzo con una frecuencia de funcionamiento de ~100 kHz avanzaron para mantener el tiempo con una precisión mejor que 1 parte en 108 durante un período de funcionamiento de un día. Se hizo evidente que un consenso de tales relojes mantenía la hora mejor que la rotación de la Tierra. Metrólogos también sabían que la órbita de la Tierra alrededor del Sol (un año) era mucho más estable que la rotación de la Tierra. Por ello, ya en 1950 se propuso definir el segundo como una fracción de año.
El movimiento de la Tierra se describió en Newcomb's Tables of the Sun (1895), que proporcionaba una fórmula para estimar el movimiento del Sol en relación con la época 1900, basada en observaciones astronómicas realizadas entre 1750 y 1892. Esto dio lugar a la adopción de una escala de tiempo de efemérides expresada en unidades del año sideral en esa época por la UIA en 1952. Esta escala de tiempo extrapolada hace que las posiciones observadas de los cuerpos celestes concuerden con las teorías dinámicas newtonianas de su movimiento. En 1955, el año tropical, considerado más fundamental que el año sideral, fue elegido por la UAI como unidad de tiempo. El año tropical en la definición no se medía sino que se calculaba a partir de una fórmula que describía un año tropical medio que disminuía linealmente con el tiempo.
En 1956, el segundo se redefinió en términos de un año relativo a esa época y se vinculó al concepto de «año» (el período de la revolución de la Tierra alrededor del Sol), tomado para una época determinada , ya que para esa época se conoció que la rotación de la Tierra alrededor su eje no podría utilizarse como base suficientemente fiable, debido a que esta rotación se ralentiza y también está sujeta a saltos irregulares. Así, el segundo se definió como la

fracción 1⁄31.556.925.9747 del año tropical para el 0 de enero de 1900 a las 12 horas de las efemérides. Esta definición se adoptó como parte del Sistema Internacional de Unidades en 1960.

Esta definición fue adoptada por el XI CMPP en 1960, en la misma conferencia se aprobó el Sistema Internacional de Unidades (SI) en su conjunto.
El año tropical en la definición de 1960 no se midió, pero se calculó usando una fórmula que describe un año tropical promedio que aumenta linealmente con el tiempo. Esto correspondía a la escala de tiempo de efemérides adoptada por la Unión Astronómica Internacional en 1952. Esta definición alineó la disposición observada de los cuerpos celestes con la «teoría de Newton» de su movimiento. En la práctica, durante casi todo el siglo XX se utilizaron tablas de Newcomb (de 1900 a 1983) y tablas de Ernest William Brown (de 1923 a 1983).

### Segundo «atómico»
En 1960, la definición dada en el sistema SI canceló cualquier conexión obvia entre un segundo en el sentido científico y la duración de un día, como lo entiende la mayoría de la gente. Con la invención del reloj atómico a principios de la década de 1960, se decidió utilizar el Tiempo Atómico Internacional como base para determinar el segundo en lugar de la órbita de la Tierra alrededor del Sol. Uno de los principios básicos de la mecánica cuántica es la indistinguibilidad de las partículas. Así, mientras no tengamos en cuenta las influencias externas, la estructura de todos los átomos de un isótopo dado es completamente idéntica. Por tanto, representan mecanismos ideales se pueden reproducir con una precisión limitada únicamente por el grado de influencia de las influencias externas. Por eso la precisión de la escala de tiempo implementada por los relojes atómicos excedió la precisión de la determinación astronómica, que, además, adolecía de la imposibilidad de una reproducibilidad exacta del estándar de un segundo. De ahí la decisión de pasar a la implementación de un segundo basado en un reloj atómico, tomando como base un tipo de transición en átomos muy débilmente expuestos a influencias externas. Después de la discusión, se decidió tomar los átomos de cesio, que además tienen la ventaja de que el cesio tiene un solo isótopo estable, y componer una nueva definición del segundo de tal manera que se corresponda más estrechamente con la segunda efeméride utilizada.
Por ello, y dado que incluso los mejores relojes mecánicos, eléctricos motorizados y de cristal de cuarzo desarrollan discrepancias por las condiciones ambientales. Mucho mejor para medir el tiempo es la «vibración» natural y exacta de un átomo energizado. La frecuencia de la vibración, es decir, la radiación, es muy específica dependiendo del tipo de átomo y de cómo se excita. Desde 1967, el segundo se define exactamente como:

«la duración de 9.192.631 770 períodos de la radiación correspondiente a la transición entre los dos niveles hiperfinos del estado básico del átomo de cesio-133 a una temperatura de 0 K».

Esta longitud de un segundo se seleccionó para que correspondiera exactamente a la longitud del segundo de efemérides definido anteriormente. Los relojes atómicos utilizan dicha frecuencia para medir los segundos contando los ciclos por segundo a esa frecuencia. Este tipo de radiación es uno de los fenómenos más estables y reproducibles de la naturaleza. La actual generación de relojes atómicos tiene una precisión de un segundo en unos cientos de millones de años.
Los relojes atómicos establecen ahora la duración de un segundo y el estándar de tiempo para el mundo.

## Múltiplos del SI
A continuación una tabla de los múltiplos y submúltiplos del Sistema Internacional de Unidades.
| Submúltiplos                                   | Submúltiplos | Submúltiplos  |        | Múltiplos | Múltiplos     | Múltiplos |
| Valor                                          | Símbolo      | Nombre        | Valor  | Símbolo   | Nombre        |           |
| 10−1 s                                         | ds           | decisegundo   | 101 s  | das       | decasegundo   |           |
| 10−2 s                                         | cs           | centisegundo  | 102 s  | hs        | hectosegundo  |           |
| 10−3 s                                         | ms           | milisegundo   | 103 s  | ks        | kilosegundo   |           |
| 10−6 s                                         | µs           | microsegundo  | 106 s  | Ms        | megasegundo   |           |
| 10−9 s                                         | ns           | nanosegundo   | 109 s  | Gs        | gigasegundo   |           |
| 10−12 s                                        | ps           | picosegundo   | 1012 s | Ts        | terasegundo   |           |
| 10−15 s                                        | fs           | femtosegundo  | 1015 s | Ps        | petasegundo   |           |
| 10−18 s                                        | as           | attosegundo   | 1018 s | Es        | exasegundo    |           |
| 10−21 s                                        | zs           | zeptosegundo  | 1021 s | Zs        | zettasegundo  |           |
| 10−24 s                                        | ys           | yoctosegundo  | 1024 s | Ys        | yottasegundo  |           |
| 10−27 s                                        | rs           | rontosegundo  | 1027 s | Rs        | ronnasegundo  |           |
| 10−30 s                                        | qs           | quectosegundo | 1030 s | Qs        | quettasegundo |           |
| Prefijos comunes de unidades están en negrita. |              |               |        |           |               |           |